# Bixa orellana
Bixa orellana je vrsta grmlja ili stabala iz tropskih krajeva Srednje i Južne Amerike, koja je poznata po boji (annatto), koja se dobiva iz njenoga voća.
Ova vrsta se prema nekim znanstvenicima, dijeli u više vrsta. Raste i u vrtovima izvan svoga prirodnoga areala. 
Bixa orellana je do 6 metara visoki grm ili rijetko do 10 metara visoko stablo. Mlade grančice su crvenkasto - smeđe. Listovi su raspoređeni naizmjenično, mali su i srcolika oblika.
Cvijeće je ružičaste ili rijetko bijele boje. Cvjetovi su promjera pet centimetara s pet lapova i pet latica te mnogo prašnika. Plodovi su do 4 cm dugi, crveni, jajoliki i prekriveni mekanim vlaknima. Plodovi imaju i do 50 sjemenki.
Mesnati aril je annatto, koji je jarko crvene boje. Ova boja koristi se za proizvodnju ruževa za usne, sapuna i dr. Također od biljke se dobiva i žuta boja. Ima šifru E160. Topiva je u mastima, dobiva se ekstrakcijom ovoga tropskog voća. Dodaje se mlijeku, siru i drugim mliječnim proizvodima te u pekarske proizvode. Koristi se i u Hrvatskoj.
Indijanci iz tropske Amerike koristili su ovu boju za bojenje kože, a nazivali su je uruku. Takvu skupinu Indijanaca naslikao je Francisco de Orellana 1541., na svojem putovanju kroz Južnu Ameriku. Kasnije je biljka nazvana po njemu.

## Galerija
- Cvijet
- Cvjetovi, plodovi i lišće
- Prerezan plod i sjemenke
- Plodovi